# بیگپوینت
بیگپوینت (انگلیسی: Bigpoint) شرکت بازی ویدئویی آلمانی است، که در سال ۲۰۰۲ تأسیس شد.